# Janet Sanz
Pour les articles homonymes, voir Sanz.
Sanz  Cid est un nom espagnol. Le premier nom de famille, en général paternel, est Sanz ; le second, en général maternel, souvent omis, est Cid.
Janet Sanz Cid, née le 16 avril 1984 à Tamarite de Litera (Aragon), est une femme politique espagnole, conseillère municipale depuis 2011 et adjointe à la maire de Barcelone de 2015 à 2023.

## Biographie
Diplômée en droit mais aussi en sciences politiques et de l'administration, de l'Université Pompeu-Fabra (Barcelone). Active dans le milieu associatif, elle a milité au Mouvement Jeune et Féministe et elle a participé aux mouvements Aguas es Vida et au sein de l'Alliance contre la Pauvreté Énergétique.
Elle fait ses débuts en politique en 2004, lorsqu'elle adhère au mouvement de jeunesse du parti Initiative pour la Catalogne Verts (ICV). Elle est plus tard élue conseillère municipale de Barcelone lors de l'élection municipale de 2011, sur la liste de la coalition électorale Initiative pour la Catalogne Verts - Gauche unie et alternative (ICV-EUiA). Elle siège dans l'opposition, jusqu'en 2015.
Lors de l'élection municipale de 2015, elle est candidate à sa réélection sur la liste de Barcelone en commun. Cette liste gagnant les élections, elle est réélue mais elle est aussi amenée à occuper les fonctions de cinquième adjointe de 2015 à 2017, puis de quatrième adjointe de 2017 à 2019.
Elle est de nouveau réélue lors des élections municipales de 2019 et devient deuxième adjointe à la maire, en charge de l'Écologie, de l'Urbanisme, des Infrastructures et de la Mobilité à partie de juin 2019.